# Goran Šprem
Goran Šprem (Dubrovnik, 6 de julio de 1979) fue un jugador de balonmano croata que jugaba como extremo izquierdo. Su último equipo fue el VfL Gummersbach y fue un componente habitual de la Selección de balonmano de Croacia.
Con la selección ganó la medalla de oro en los Juegos Olímpicos de Atenas 2004, la medalla de oro en el Campeonato Mundial de Balonmano Masculino de 2003 y las medallas de plata en el Campeonato Mundial de Balonmano Masculino de 2005 y en el Campeonato Mundial de Balonmano Masculino de 2009.

## Palmarés

### RK Zagreb
- Liga de Croacia de balonmano (9): 1997, 1998, 1999, 2000, 2001, 2003, 2004, 2010, 2011
- Copa de Croacia balonmano (8): 1997, 1998, 1999, 2000, 2003, 2004, 2010, 2011

### SG Flensburg-Handewitt
- Copa de Alemania de balonmano (1): 2005

### HSG Nordhorn-Lingen
- Copa EHF (1): 2008

## Clubes
- RK Zagreb (1996-2001)
- RK Medvescak (2001-2002)
- RK Zagreb (2002-2004)
- SG Flensburg-Handewitt (2004-2005)
- TuS Nettelstedt-Lübbecje (2005)
- SG Flensburg-Handewitt (2005-2006)
- MT Melsungen (2006)
- HSG Nordhorn-Lingen (2006-2009)
- RK Zagreb (2009-2011)
- VfL Gummersbach (2011-2013)